# 女皇道 (多倫多)
女皇道是加拿大安大略省多倫多及密西沙加的一條主要街道，為皇后街之西部延續，穿過朗士華路及皇帝街。女皇道是一條分叉道路，從朗士華路向西延伸至南京士威道（South Kingsway）600米處（經由坡道進入），其中央分隔線專用於有軌電車服務。道路從該處繼續向西延伸至怡陶碧谷溪，為一條四車道或六車道的大道。
穿過怡陶碧谷溪後，道路進入皮爾區轄下的密西沙加，稱為皮爾區20號區道，最西至Mavis Road，最西部分至己連加利道（Glengarry Road）由密西沙加市政府維護。
該道路在密西沙加簡稱為「Queensway」，由曉倫大略街分為女皇道東（Queensway East）及女皇道西（Queensway West）。

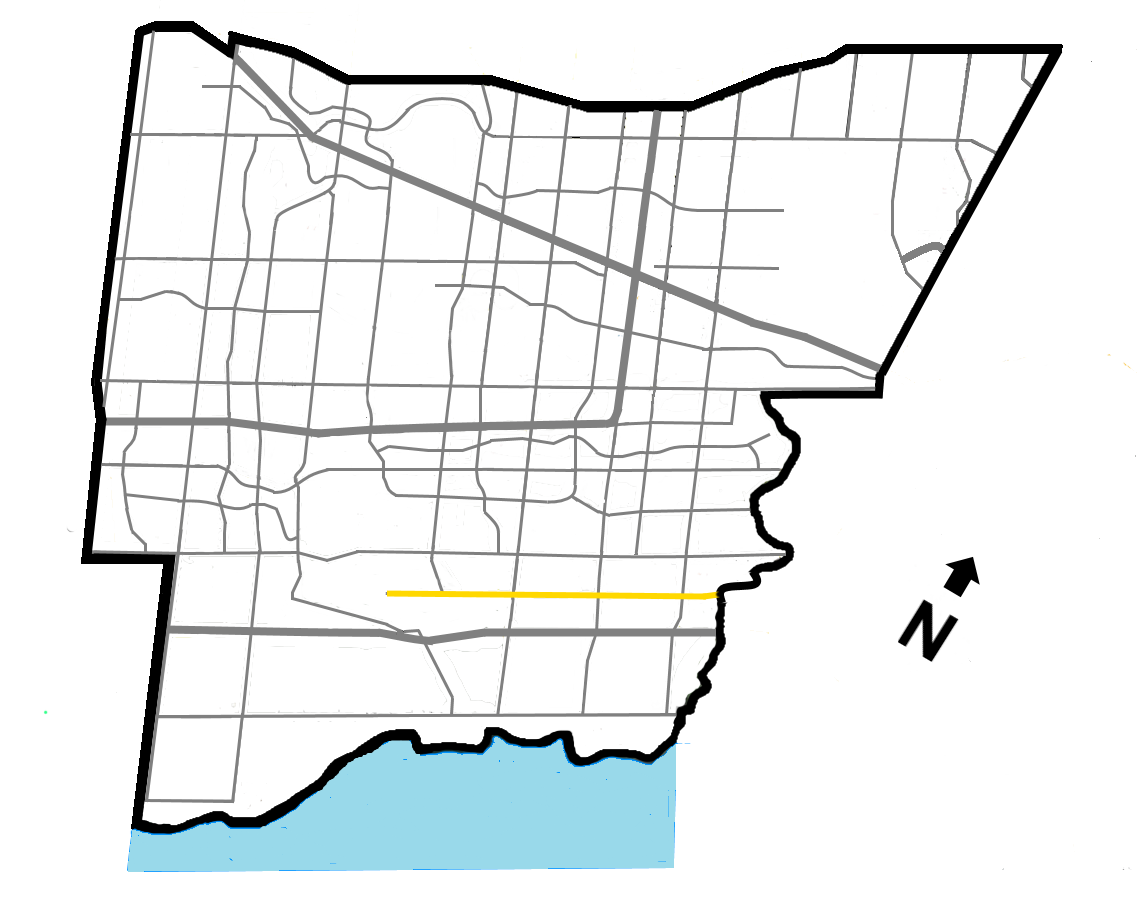
女皇道在密西沙加的位置

## 鄰近地標
由東至西：
多倫多
- 聖若瑟醫療中心
- 海柏公園
- 安省果蔬食品總店（英语：Ontario Food Terminal）
- 漢伯灣公園
- 女皇道教堂[2]（五旬宗）
- 女皇道醫療中心

密西沙加
- 美善醫院
- 曉倫公園康樂中心（女皇道以北）
- 祈德河谷哥爾夫球會

## 外部連結
- YouTube上的Toronto's Two-Storey Streetcar Stop, short documentary about the Parkside Drive streetcar stop along the Queensway